# Bouzeron
Bouzeron là một xã ở tỉnh Saône-et-Loire phía đông nước Pháp, nổi tiếng với rượu vang làm từ nho Aligoté. Theo điều tra dân số năm 1999, xã này có dân số 145 người.